# Crow (Künstler)
|  | Dieser Artikel wurde auf der Qualitätssicherungsseite des Projekts Bildende Kunst eingetragen. Die Mitarbeiter der QS-Bildende Kunst arbeiten daran, die Qualität der Artikel aus dem Themengebiet Kunst auf ein besseres Niveau zu bringen. Bitte hilf mit, die Mängel dieses Artikels zu beheben und beteilige Dich an der Diskussion. |

Crow (* 29. März 1970 in Bad Salzungen als Holger Rübsam)" ist ein deutscher Musiker. Er arbeitet auch als bildender Künstler und Schriftsteller.

## Leben
Seine Kindheit, Schulzeit und Jugend verbrachte Holger Rübsam in der DDR. Die künstlerische Entwicklung als Musiker, Künstler und später Gitarrist erarbeitet er sich rein autodidaktisch. Nach der Wende unternimmt er zahlreiche Fernreisen und verbringt immer wieder prägende Aufenthalte in den Reservaten Nordamerikas.
Der Künstlername CROW entstand durch die enge Verbindung der Künstlers zur indianischen Mythologie. Die Faszination und auch das Schicksal der Urvölker finden Ausdruck in den Arbeiten. Seine Reisen in die Reservate Nordamerikas und eines der daraus entstandenen Alben Damnatio Memoriae von Medusa’s Child waren für die Schriftstellerin Antje Babendererde Inspiration für ihr Buch Julischatten.
CROW ist Gründer, Sänger und Songwriter der Power-Metal-Band Medusa’s Child. "Seit 1999 tourt die Band vorwiegend in Europa, Skandinavien und Asien (...). Für ihr 2014er Album Empty Sky gab es einen Gold-Award in England." Es folgen Auftritte auf großen Bühnen und besondere Resonanz in den Medien populärer Rockmagazine Chinas.
Nach Aufenthalten in Skandinavien und der Schweiz widmete sich CROW in Shanghai und Tokio vor allem der bildenden Kunst. Er übte Gastprofessuren in Central Academy of Fine Arts Beijing/China und Keimei Gakuin University Hyogo/Japan aus. CROW lebte und arbeitete von 2011 bis 2020 in Beijing & Shanghai, China. Dort entwickelt er großformatige Gemälde, Fotografien, Installationen, die sich vor allem auf einer universellen Ebene mit den Einschränkungen als auch mit der Kraft, Verantwortung und der Befreiung menschlicher Existenz auseinandersetzen.
In dieser Zeit entstanden Arbeiten wie Unleashed Performances und seine Installation Shadeless Emperor in der Wüste Gobi, über die der National Geographic China berichtete.
Der charakteristische Stil zwischen Power Metal und bildender Kunst zeigt sich hier im musikalischen Ausdruck in Verbindung mit Performances. Die Werkreihe BUTOH-learn to see with the body ist inspiriert von der Performance der Butoh Tänzer. Seit 2021 lebt und arbeitet er in Bamberg als auch Berlin.
Parallel zu seinen figurativ-abstrakten Malereien und poetisch-realistischen Werken arbeitet er als freier Autor unter anderem an biografischen Porträts in Kombinationen mit illustrativen Zeichnungen. „Er beschäftigt sich in seinem künstlerischen Schaffen mit dem menschlichen Sein in all seinen Facetten, von den Möglichkeiten bis zur Vergänglichkeit“. CROWS künstlerische Arbeiten und Malereien befinden sich in internationalen Museen und privaten Sammlungen.
In seinem werk gibt es einen deutlichen Bezug zu China. Für sein kulturell-engagiertes künstlerisches Werk wurde er mit mehreren Awards ausgezeichnet. Zu den größten Preisen gehört 2019 der "Golden Art Award Sino-German Culture Exchange" und "Art of the Year 2021 CHINA".

## Ausstellungen (Auswahl)

### Einzelausstellungen
- 2019, CROW "Unleashed", Aotu Space, Beijing

### Gruppenausstellungen
- 2024, „Melancholie“, Kunsthalle Kühlungsborn
- Nov 2024-Januar 2025, "Dialog und Symbiose", National Museum of Contemporary Art, Nanchang/Jiangxi

## Musik (Auswahl)
- Medusa’s Child[9]
  - Medusa’s Child (1999, Demo)
  - Immortal – Mind Cohesion (2004, STF Records)
  - Damnatio Memoriae (2009, Pure Steel Records)[10]
  - Empty Sky (2014, Pure Steel Records)[11][12]
- Crow’s Flight[13]
  - Crow’s Flight (2008, EP)
  - Heroes – Dying alone (2009, EP)
  - Calm before the Storm (2011, CD)

## Veröffentlichungen
- crow: und alle Schmetterlinge werden sterben : gesammelte Lyrik und Songs / Crow. Hrsg.: Crow. Art of Crow, Berlin 2020, ISBN 978-3-9821549-6-1 (194 S.).
- crow: Cou-rage : Geschichten von guten Menschen / CROW. Hrsg.: Susanne Matz. PalmArtPress, Berlin 2024, ISBN 978-3-96258-176-3 (207 S.).